# Kościół Wniebowzięcia Najświętszej Marii Panny w Borkach Małych
Kościół Wniebowzięcia Najświętszej Maryi Panny – rzymskokatolicki kościół filialny znajdujący się we wsi Borki Małe w gminie Olesno. Kościół należy do parafii św. Franciszka z Asyżu w Borkach Wielkich w dekanacie Olesno, diecezji opolskiej. Świątynia administrowana jest przez braci z zakonu św. Franciszka.

## Historia kościoła
Pierwotnie w miejscu obecnego kościoła był zbudowany w 1750 roku kościół drewniany o konstrukcji zrębowej. Po II wojnie światowej został rozbudowany, jednak w 1952 roku spłonął. Na jego miejscu stoi dziś kapliczka, a nowa świątynia powstała w 1954 roku, niedaleko pierwotnego kościoła.
W nowo pobudowanym w większości z kamienia polnego kościele znajdują się m.in. ocalałe z pożaru 2 obrazy:
- MB Wniebowzięta oraz
- Dusze w czyśćcu[5].